# San Marinos fodboldforbund
Federazione Sammarinese Giuoco Calcio (FSGC) er San Marinos nationale fodboldforbund og dermed det øverste ledelsesorgan for fodbold i landet. Det administrerer Campionato Sammarinese di Calcio (fodboldligaen), Coppa Titano (pokalturneringen), Trofeo Federale (supercuppen) og fodboldlandsholdet og har hovedsæde i byen San Marino.
Forbundet blev grundlagt i 1931 og blev både medlem af FIFA og UEFA i 1988.

## Ekstern henvisning
- FSGC.sm

| Fodbold | Spire Denne artikel om en fodboldorganisation er en spire som bør udbygges. Du er velkommen til at hjælpe Wikipedia ved at udvide den. |